# Rosa kwangtungensis
Rosa kwangtungensis là loài thực vật có hoa trong họ Hoa hồng. Loài này được T.T. Yu & Tsai miêu tả khoa học đầu tiên năm 1936.